# Johann Rudolf Rebmann
Johann Rudolf Rebmann, gräzisiert Johann Rudolf Ampelander (* 4. Juli 1566 in Bern; † 1605) war ein Berner evangelischer Geistlicher, Heimatforscher und Schriftsteller.

## Leben

### Familie
Johann Rudolf Rebmann war der Sohn von Valentin Ampelander (* in den 1520er Jahren in Lenzburg; † 21. August 1587), Hochschullehrer für alte Sprachen an der Hohen Schule in Bern, und dessen Ehefrau Esther († 28. Dezember 1573), die Tochter des reformierten Theologen Wolfgang Musculus; er hatte noch fünf Geschwister, von diesen waren seine drei Schwestern jedoch bereits in jungen Jahren verstorben. Rebmann war Angehöriger der Gesellschaft zu Mittellöwen.
In weiterer verwandtschaftlicher Beziehung stand er auch zu dem Reformator Johannes Haller.
Er war seit dem 30. Januar 1589 mit Veritas, der Tochter von Hartmann Etter († 1589), Pfarrer in Kirchlindach, verheiratet.
Sein sowie der Nachlass seines Vaters, befinden sich als Briefwechsel in der Burgerbibliothek Bern.

### Werdegang
Johann Rudolf Rebmann immatrikulierte sich 1586 zu einem Theologiestudium an der Universität Heidelberg, das er später bei Johann Jakob Grynaeus an der Universität Basel und an der Hohen Schule in Bern fortsetzte.
Nach dem Studium wurde er 1589, als Nachfolger seines verstorbenen Schwiegervaters, zum Pfarrer in Kirchlindach gewählt, bevor er am 23. Februar 1592 zweiter Pfarrer in Thun und am 29. Februar 1604 Pfarrer in Muri bei Bern wurde.

### Schriftstellerisches Wirken
Das Hauptwerk von Johann Rudolf Rebmann war sein 1606 veröffentlichtes Ein neuw, lustig, ernsthafft, poetisch Gastmahl und Gespräch zweyer Bergen in der löblichen Eydgenoßschafft und im Berner Gebiet gelegen nemlich deß Niesens und Stockhorns als zweyer alter Nachbaren, in dem er in 18.000 Knittelversen ein Gespräch zwischen den Bergen Niesen und dem Stockhorn darstellte. In dieser Schrift beschreibt er die schweizerische Alpenwelt, in der er eine Fülle kosmografischen und weltgeschichtlichen Wissens zusammentrug und eine christliche und staatsbürgerliche Ethik entwarf; es diente auch der Bergnamenkunde und der Sagenforschung als wichtige Quelle; für die Darstellung nutzte er unter anderem auch Die Stretlinger Chronik von Eulogius Kiburger.
Sein Sohn Valentin Rebmann bearbeitete später unter anderem das Hauptwerk, das 1620 in einer neuen Auflage erschien.
Johann Rudolf Rebmann verfasste dazu auch lateinische Gelegenheitsgedichte und kirchenhistorische Studien.

## Schriften (Auswahl)
- Ein neuw, lustig, ernsthafft, poetisch Gastmahl und Gespräch zweyer Bergen in der löblichen Eydgenoßschafft und im Berner Gebiet gelegen nemlich deß Niesens und Stockhorns als zweyer alter Nachbaren. Johann Le Preux, Bern 1606. (Digitalisat).
- Naturae Magnalia: aussführliche Beschreibung der Natur, Wundergeschöpfen, sampt derselben Eygenschafften und denckwürdigen Sachen durch die gantze Welt, deren Wissenschafft im gantzen Menschlichen Wesen sehr zierlich und nutzlich ist : in Gestalt eines poetischen kurtzweiligen Gesprächs, zweyer ansehenlichen Bergen in Helvetia gelegen, auss allerhandt Historien, Cosmographien, und dergleichen Schrifften zu einer sondern Recreation und Gemühtsbelustigung. Abraham Werli, Bern 1620 (Digitalisat in e-rara).